# ルイス・アドリアーノ・デ・ソウザ・ダ・シルバ
ルイス・アドリアーノこと、ルイス・アドリアーノ・デ・ソウザ・ダ・シルバ（Luiz Adriano de Souza da Silva、1987年4月12日 - ）は、ブラジル・リオグランデ・ド・スル州ポルト・アレグレ出身のサッカー選手。SCインテルナシオナル所属。元ブラジル代表。ポジションはフォワード。

## 経歴

### クラブ
SCインテルナシオナル時代は、19歳でFIFAクラブワールドカップ2006に出場、対アル・アハリ戦では得点を上げるなどの結果を残している。2007年7月、カナダで行われたFIFA U-20ワールドカップにも招集され、2007年ウクライナのFCシャフタール・ドネツクに移籍。2009年にはレギュラーとしてUEFAカップ優勝に貢献した。2011年2月26日、UEFAチャンピオンズリーグ 2010-11のASローマ戦でゴールを記録した。
2012年11月20日、UEFAチャンピオンズリーグ 2012-13のFCノアシェラン戦ではハットトリックを達成するも、0-1からの同点ゴールは自陣で行われたドロップボールからウィリアンが敵陣のゴールキーパーへ蹴りだしたボールをマイボールにしキーパーをかわしてゴールした為、世界中の物議を醸した。ノアシェランは猛抗議したものの得点は認められ、直後のキックオフからのプレーでのプレゼントゴールも、タラス・ステパネンコが相手ボールをカットしたため行われなかった。アドリアーノはこのプレーに関して「本能的なものであった」とのコメントをしている。5-2で勝利しシャフタールはグループリーグ突破を決めたものの、試合後にはミルチェア・ルチェスク監督が謝罪することとなった。11月27日、このプレーが行動規範の侵害にあたるとされ、UEFA規律委員会から1試合の出場停止処分および1日の社会奉仕活動命令を科された。
2014年10月21日、UEFAチャンピオンズリーグ 2014-15のFC BATEボリソフ戦で大会史上最多タイ記録となる1試合5得点を記録。11月5日のBATE戦では再びハットトリックを達成して大会9点目をマークし、クリスティアーノ・ロナウドの持つ大会グループリーグ最多得点記録に並んだ。
2015年6月24日、UAEのアル・アハリ・ドバイとクラブ間で合意に達したと発表した。しかし、メディカルチェックと正式契約を行う直前に入団を拒否し、中東行きは白紙に戻った。その後、イタリアのACミランへの移籍が決定した。契約は2020年6月30日まで。移籍金は600万ユーロ（約8億2000万円）だと、イギリスメディア『フットボール・イタリア』が報じた。背番号は9番。
2016年1月、中国サッカー・スーパーリーグの江蘇蘇寧への移籍が確実視されて、香港に到着していた。正式に契約を結ぶと思われていたが、江蘇蘇寧との移籍交渉が土壇場で破綻した。理由は「給料の保証」がなかったと明かしている。
2017年1月、FCスパルタク・モスクワに移籍した。
2019年7月30日、SEパルメイラスに移籍した。契約期間は4年間。
2022年2月4日、アンタルヤスポルに完全移籍することが発表された。
2023年2月22日、SCインテルナシオナルに移籍した。

### 代表
2014年10月23日、国際親善試合のトルコ代表戦とオーストリア代表戦に出場するA代表に初選出された。

## 個人成績
| クラブ                   | シーズン | リーグ | リーグ | カップ | カップ | UEFA | UEFA | その他 | その他 | 期間通算 | 期間通算 |
| クラブ                   | シーズン | 出場   | 得点   | 出場   | 得点   | 出場 | 得点 | 出場   | 得点   | 出場     | 得点     |
| ------------------------ | -------- | ------ | ------ | ------ | ------ | ---- | ---- | ------ | ------ | -------- | -------- |
| SCインテルナシオナル     | 2006     | 13     | 1      | -      | -      | 2    | 1    | -      | -      | 15       | 2        |
| SCインテルナシオナル     | 2007     | 8      | 1      | -      | -      | 1    | 0    | -      | -      | 9        | 1        |
| SCインテルナシオナル     | 通算     | 21     | 2      | 0      | 0      | 3    | 1    | 0      | 0      | 24       | 3        |
| FCシャフタール・ドネツク | 2006-07  | 5      | 0      | 1      | 0      | -    | -    | -      | -      | 6        | 0        |
| FCシャフタール・ドネツク | 2007-08  | 13     | 4      | 5      | 1      | 1    | 0    | -      | -      | 19       | 5        |
| FCシャフタール・ドネツク | 2008-09  | 12     | 4      | 3      | 1      | 14   | 4    | -      | -      | 29       | 9        |
| FCシャフタール・ドネツク | 2009-10  | 23     | 11     | 1      | 0      | 12   | 6    | -      | -      | 36       | 17       |
| FCシャフタール・ドネツク | 2010-11  | 21     | 10     | 5      | 4      | 10   | 4    | 1      | 2      | 37       | 20       |
| FCシャフタール・ドネツク | 2011-12  | 23     | 12     | 5      | 1      | 6    | 3    | 1      | 0      | 37       | 16       |
| FCシャフタール・ドネツク | 2012-13  | 19     | 7      | 5      | 4      | 7    | 3    | 1      | 1      | 32       | 15       |
| FCシャフタール・ドネツク | 2013-14  | 25     | 20     | 5      | 2      | 8    | 3    | 1      | 0      | 39       | 25       |
| FCシャフタール・ドネツク | 2014-15  | 21     | 9      | 4      | 3      | 7    | 9    | 1      | 0      | 33       | 21       |
| FCシャフタール・ドネツク | 通算     | 162    | 77     | 34     | 16     | 65   | 32   | 5      | 3      | 268      | 128      |
| ACミラン                 | 2015-16  | 26     | 4      | 3      | 2      | -    | -    | -      | -      | 29       | 6        |
| ACミラン                 | 2016-17  | 7      | 0      | 0      | 0      | -    | -    | -      | -      | 7        | 0        |
| ACミラン                 | 通算     | 33     | 4      | 3      | 2      | 0    | 0    | 0      | 0      | 36       | 6        |
| FCスパルタク・モスクワ   | 2016-17  | 8      | 2      | 0      | 0      | 0    | 0    | 0      | 0      | 8        | 2        |
| FCスパルタク・モスクワ   | 2017-18  | 25     | 10     | 4      | 1      | 8    | 3    | 1      | 1      | 38       | 15       |
| FCスパルタク・モスクワ   | 通算     | 33     | 12     | 4      | 1      | 8    | 3    | 1      | 1      | 46       | 17       |
| 総通算                   | 総通算   | 249    | 95     | 41     | 20     | 76   | 36   | 6      | 4      | 374      | 155      |

## タイトル

### クラブ
SCインテルナシオナル
- FIFAクラブワールドカップ：1回 (2006)

FCシャフタール・ドネツク
- ウクライナ・プレミアリーグ：4回 (2007-08, 2009-10, 2010-11, 2012-13)
- ウクライナ・カップ：3回 (2008, 2011, 2012)
- ウクライナ・スーパーカップ：3回 (2008, 2010, 2012)
- UEFAカップ：1回 (2008-09)

ACミラン
- スーペルコッパ・イタリアーナ：1回 (2016)

FCスパルタク・モスクワ
- ロシア・プレミアリーグ：1回 (2016-17)
- ロシア・スーパーカップ：1回 (2017)

### 代表
U-17ブラジル代表
- 南米U-17選手権：1回 (2007)